# Николаевка Вторая (Купянский район)
Николаевка Вторая (укр. Миколаївка Друга) — село,
Просянский сельский совет,
Купянский район,
Харьковская область, Украина.
Код КОАТУУ — 6323786209. Население по переписи 2001 года составляет 7 (4/3 м/ж) человек.

## Географическое положение
Село Николаевка Вторая находится на расстоянии в 1 км от села Николаевка Первая.
К селу примыкает небольшой лесной массив (дуб).

## История
- 1817 — дата основания как село Арсеневка Вторая.
- 1966 — переименовано в село Николаевка Вторая.